# Swim Deep
Swim Deep — инди-поп группа родом из города Бирмингем, состоящая из Остина Уильямса (вокал), Тома Хиггинса (гитара), Закари Робинсона (ударные), Кэвана Маккартни (бас) и Джеймса Белмонта (клавишные и перкуссия). Swim Deep была образована в 2011 Остином, Томом 'Хигги' и Вольфгангом Джей Хартом. Харт покинул группу в 2012 и был заменён Кэваном Маккартни. Джеймс Бэлмонт выступал сначала только на live концертах в 2013, позже в следующем году стал постоянным участником.
Группа начала запись в Брюсселе в конце 2012, позже выпустила свой дебютный альбом. За всю свою карьеру группа выпустила пять синглов, которые получили признание критиков. Выход дебютного альбома Where the Heaven Are We состоялся 5 августа 2013.
В январе 2015 закончилась запись второго альбома, релиз которого намечен на лето 2015. В феврале 2015 вышел сингл с грядущего альбома «To My Brother».

## История

### 2010—2012: Формирование и запись
Swim Deep был образован в 2010 Осином Уильямсом, Томом Хиггинсом и Вольфгангом Джей Хартом. Группа прошла через несколько барабанщиков, пока в конце концов не был приглашен лучший друг Остина Закари Робинсон, который, в то время, играл в группе под названием Cajole Cajole. На вопрос, Остин сказал: ««Мы думали, что это будет трагедией, но мы просто потеряли барабанщика, поэтому мы попросили Зака присоединиться к нашей группе, и он сказал да. Это была одна из лучших вещей, которые произошли, если честно». Через несколько месяцев Харт заявил, что он покидает группу, но вскоре в команду был взят Кэван Маккарти, мерчендайзер другой группы в Бирмингеме, Peace.
В 2012 году Swim Deep подписал контракт с Chess Club и выпустил свой дебютный сингл „King City“, в мае 2012 года после турне по Великобритании в ноябре / декабре 2012 г., группа отправилась в Брюссель, чтобы записать свой дебютный альбом с продюсером Чарли Хаголл. Они выпустили свой второй сингл „Honey“ в ноябре, который получил хорошую оценку критиков.

### 2013:Where the Heaven Are We
Группа выступала с Splashh, Spector, Citizens! и с Mystery Jets. Группа так же сопровождала Two Door Cinema Club весь февральский тур в 2013. В феврале 2013 вышел клип на их следующий сингл „The Sea“. Сингл позже вышел на 7» виниле и был доступен для загрузки. В мае 2013 они выпустили четвёртый сингл «She Changes the Weather».

### 2014 — наст. вр.: Новый альбом
Группа начала запись нового студийного альбома в The Church Studio в Лондоне в сентябре 2014.

## Состав

### Текущий
Swim Deep
- Остин Уильямс — вокал, гитара, клавиши, перкуссия(2010-наст. вр.)
- Том"Хигги" Хиггинс - гитара, бэк-вокал (2010-наст. вр.)
- Закари Робинсон — ударные, перкуссия, бэк-вокал (2011-наст. вр.)
- Кэван Маккартни — бас-гитара, бэк-вокал (2012-наст. вр.)
- Джеймс Бэлмонт — клавиши, перкуссия, бэк-вокал (2014-наст. вр.)

### Бывшие участники
- Джеймс «Вольфанг» Харт - бас-гитара, бэк-вокал (2010—2012)
- Джонни Ариес — клавиши (2013)

## Дискография

### Альбомы
| Год  | Название                                                        |
| 2013 | Where the Heaven Are We - Релиз: 5 Август 2013 - Формат: CD, LP |

### EPs
| Год  | Название                                         |
| 2013 | Sun On My Back - Релиз: 15 Maй 2013 - Формат: CD |

### Синглы
| Год  | Название                                                                       |
| 2012 | «King City» - Формат: 7" - Релиз: 14 Maй 2012                                  |
| 2012 | «Honey» - Формат: 7", - Релиз: 2 Ноябрь 2012                                   |
| 2013 | «The Sea» - Формат: 7", Цифровая загрузка - Релиз: 1 Март 2013                 |
| 2013 | «She Changes the Weather» - Формат: 7", Цифровая загрузка - Релиз: 5 Maй 2013  |
| 2013 | «King City» (re-release) - Формат: 7", Цифровая загрузка - Релиз: 22 Июль 2013 |
| 2015 | «To My Brother» - Формат: 7", Цифровая загрузка - Релиз: 10 Февраль 2015       |